# Archidiecezja Damaszku (melchicka)
Archidiecezja Damaszku (łac. Archidioecesis Damascenus Graecorum Melkitarum) – archidiecezja Kościoła melchickiego w Syrii, ustanowiona w III wieku. Funkcję arcybiskupa Damaszku pełni ex officio melchicki patriarcha Antiochii. 